# Carabus marginalis
Carabus marginalis es una especie de insecto adéfago del género Carabus, familia Carabidae. Fue descrita científicamente por Fabricius en 1794.
Habita en Alemania, Hungría, Moldavia, Polonia, Rumania, Rusia y Ucrania.